# Pre Rup

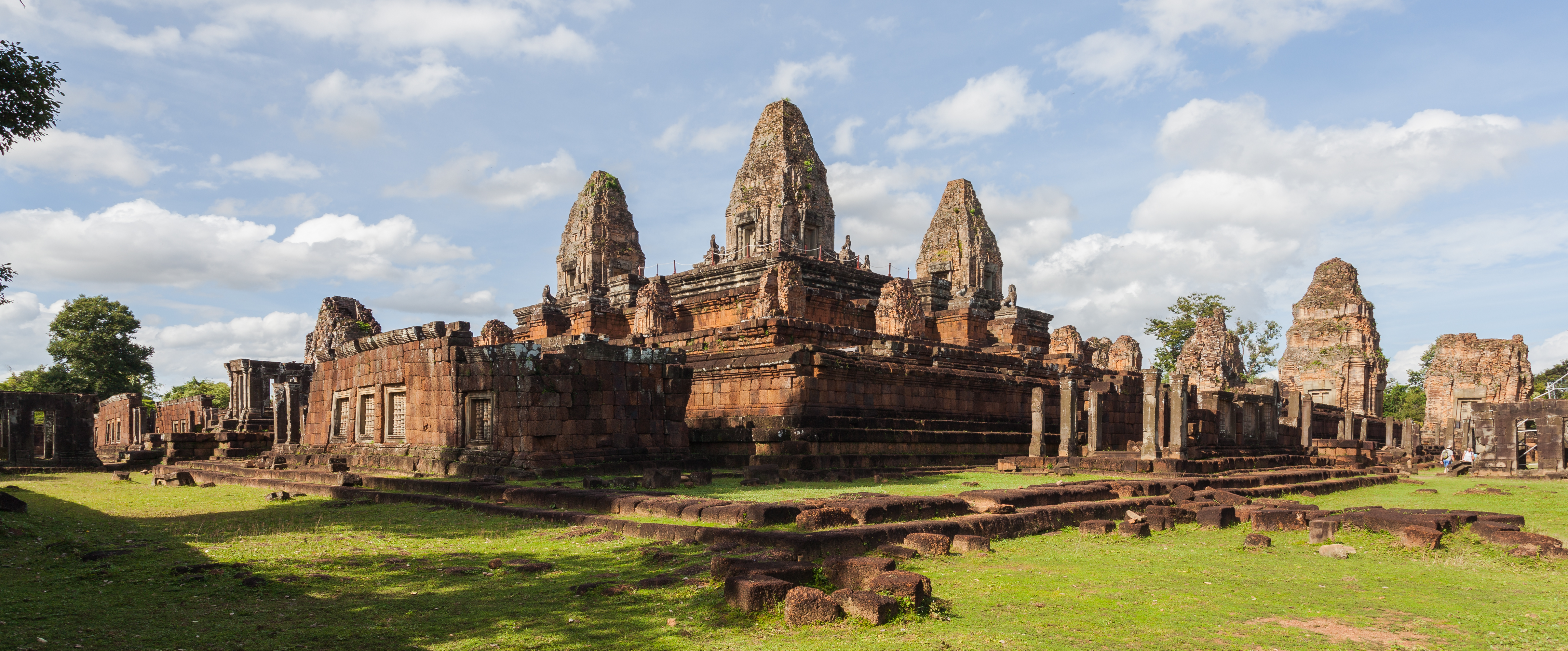
El templo de Pre Rup en Angkor.

Pre Rup (en camboyano: ប្រាសាទប្រែរូប) es un templo hinduista dentro de los complejos arqueológicos de Angkor, declarado Patrimonio de la Humanidad por la Unesco.  Este conjunto de construcciones del Imperio Jemer está al norte de la ciudad de Siem Reap. Dentro del complejo, este templo está al este de Angkor Thom y al sur el Baray Oriental.

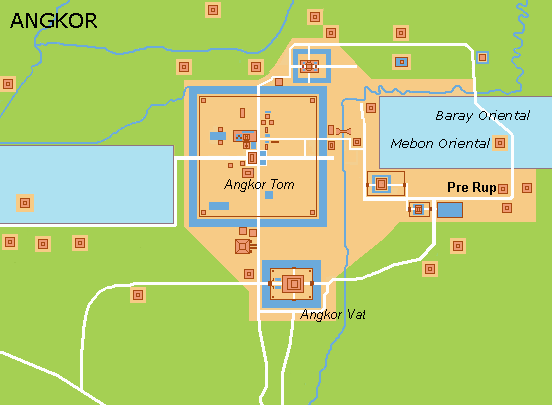
Situación del templo, dentro del complejo de Angkor

## Historia
El templo fue construido por Rajendravarman II (944-968). Este monarca devolvió la capitalidad del reino en Angkor, que había perdido en época de Jayavarman IV (921-941) el que la había trasladado a Koh Ker. Rajendravarman II era primo de Harshavarman (941-944), y este último, hijo de Jayavarman IV.

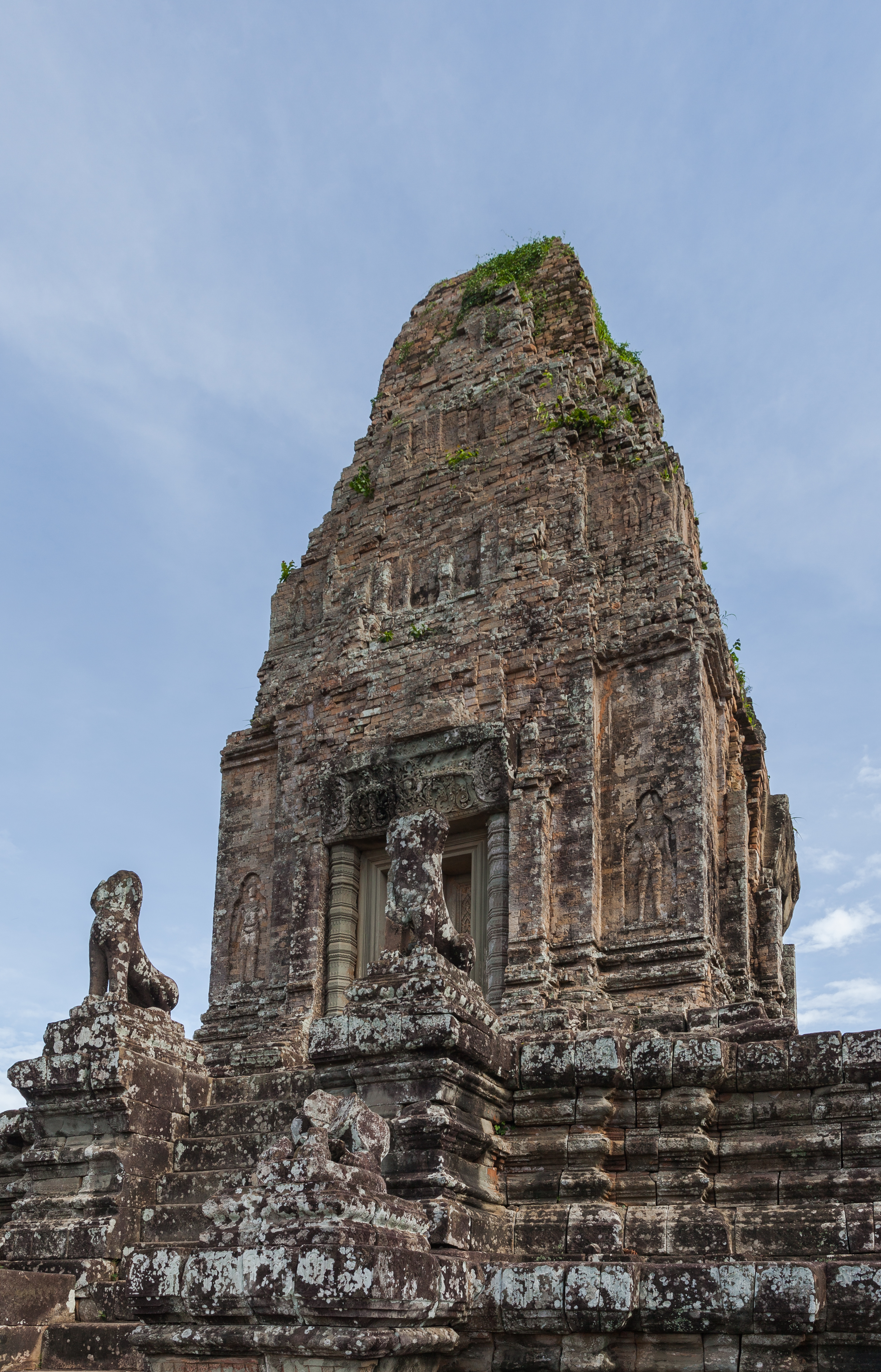
La pirámide central Pre Rup

 Poco antes, Rajendravarman II ya había hecho levantar el templo de Mebon Oriental, en medio del gran depósito de agua, ahora desecado, conocido como Baray Oriental (con una superficie de 7,5 x 1,83 km) que aseguraba el abastecimiento a la capital. Este segundo templo se levantó en el sur del Baray, posiblemente sobre un templo anterior dedicado a Shiva, que habría levantado Yasovarman Y (889-910), el primero en construir en Angkor .
Se desconoce el arquitecto que se encargó de la obra, pero por analogía se supone que fue el mismo que había proyectado el Mebon Oriental poco antes: Kavindrarimathana, el único arquitecto jemer documentado. Los materiales utilizados en la construcción, prácticamente se limitan a la laterita y al ladrillo. El templo se consagró el 961. El nombre con que se conoce el lugar (Pre Rup) es moderno, originalmente era conocido con el de Rajendrabhadresvara, según una inscripción fundacional.
Es uno de los últimos ejemplos de edificio donde hay pequeñas construcciones alargadas rodeándolo; más adelante estas evolucionarán en galerías continuas, tal como podemos ver en Angkor Wat, por ejemplo.
Tratándose de un templo de estado, es seguro que tenía una muralla exterior que englobaba este edificio, el palacio y viviendas y que llegaba hasta el mismo Baray, a unos 500 m. Una verdadera ciudad, que algunas fuentes llaman "Ciudad del Este". Pero no se ha encontrado prácticamente nada de eso.
Fue excavado y estudiado por H. Marchal y G. Trouvé entre 1930 y 1935.

## Arquitectura

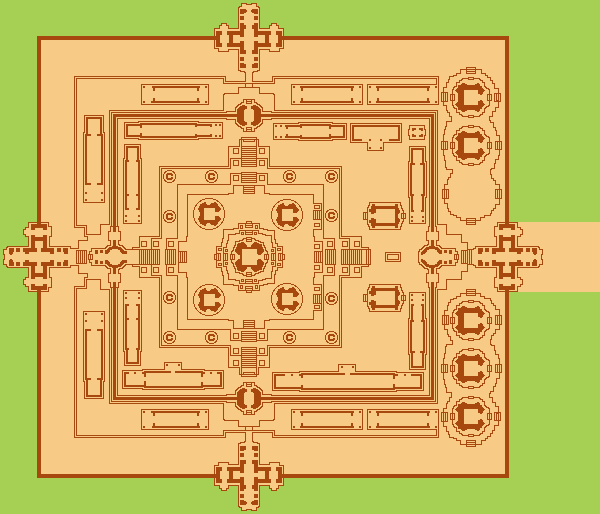
Planta esquemática de Pre Rup.

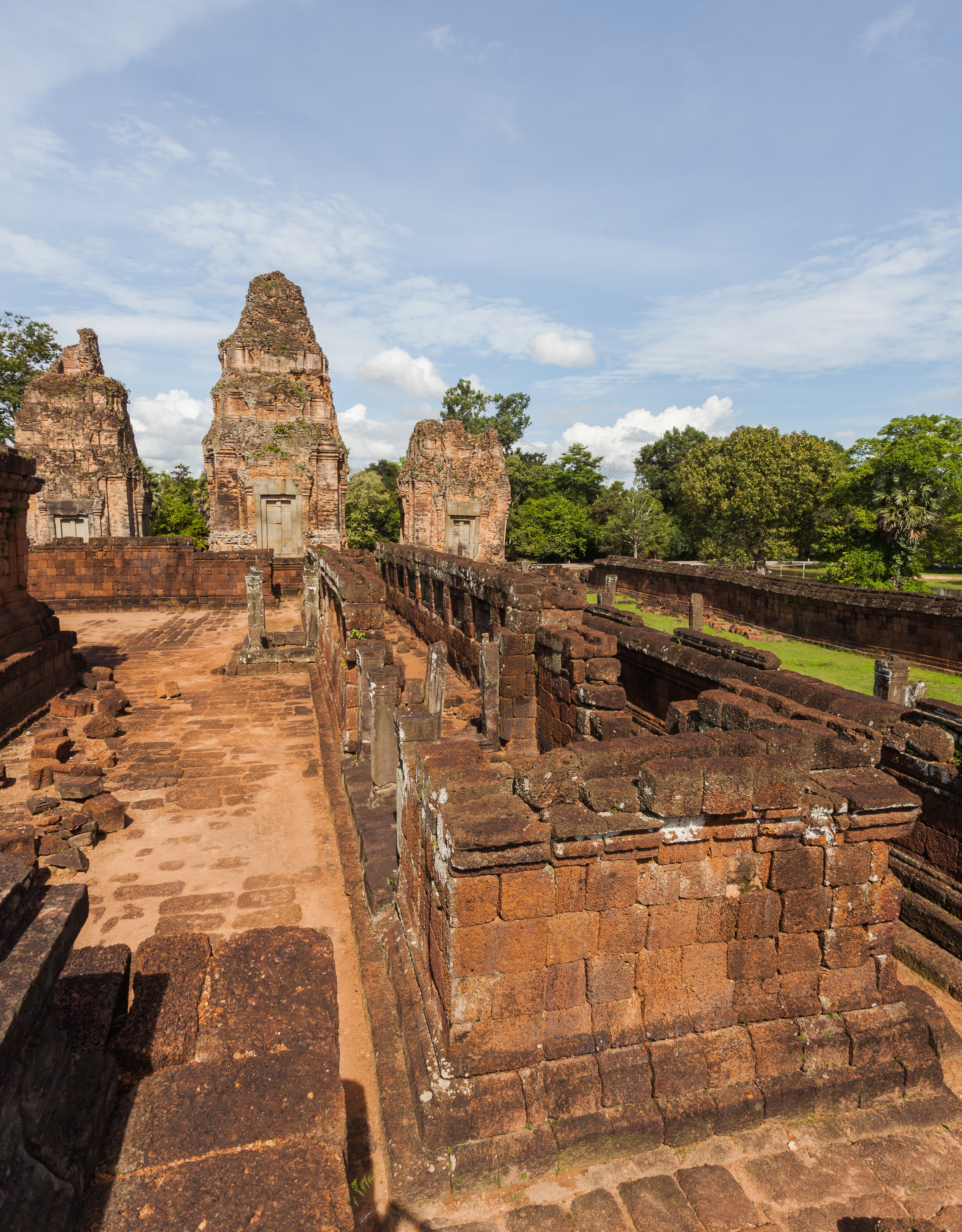
Vista de la plataforma con tres torres al fondo.

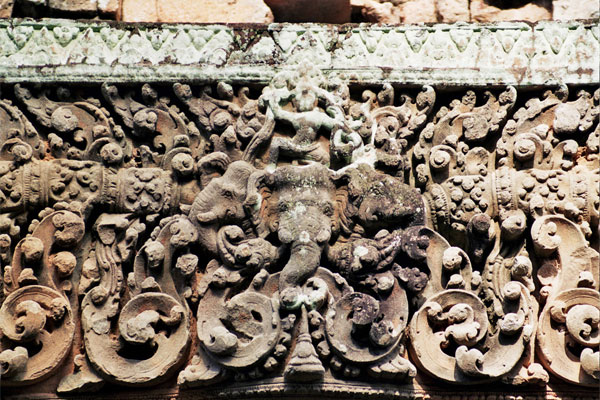
Dintel del templo con Indra y el elefante Aitavata, con tres cabezas.

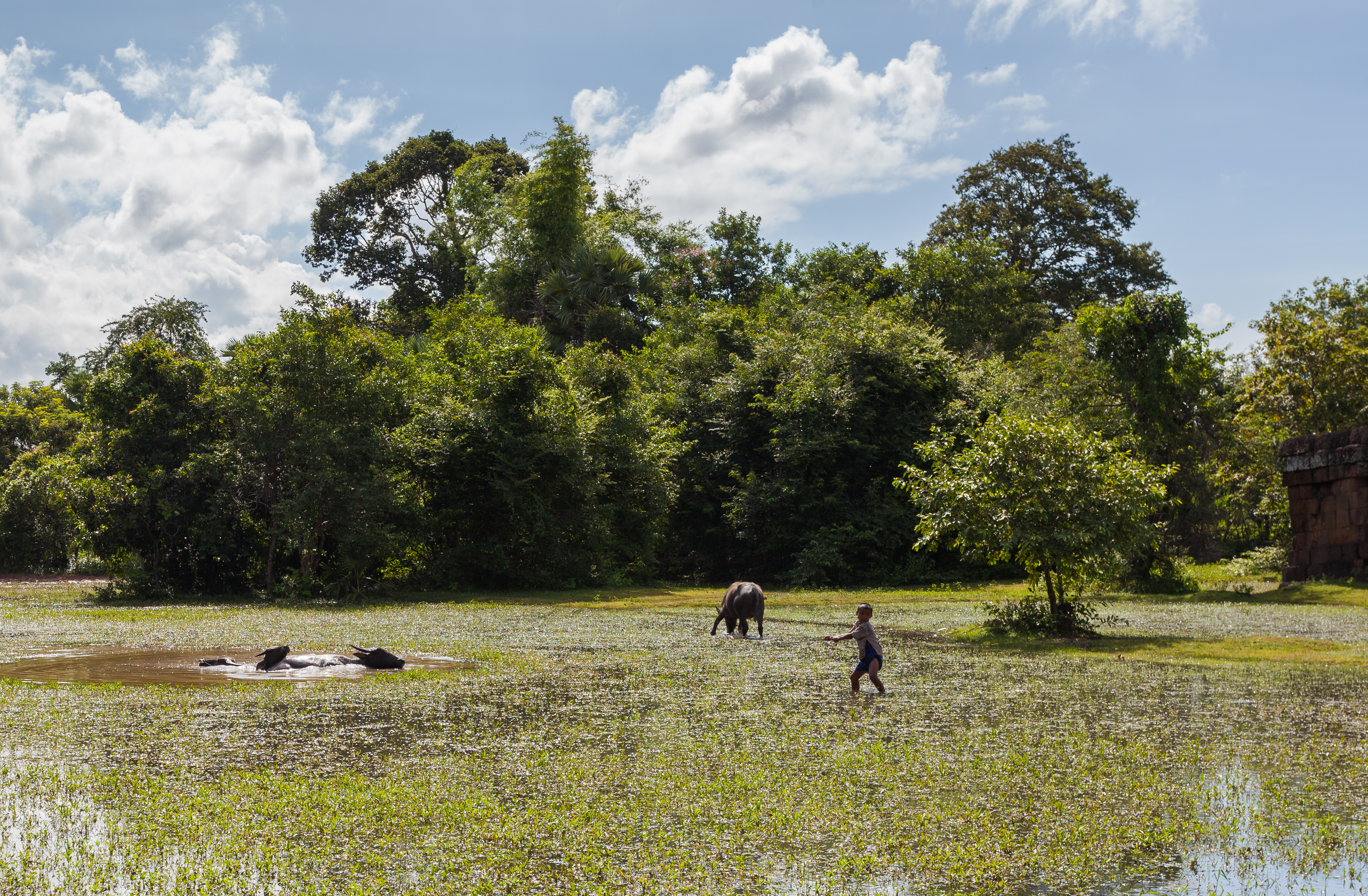
Búfalos frente a Pre Rup.

Lo que se conserva en más o menos buen estado es el recinto del templo, una muralla de laterita casi cuadrada (120 x 130 m), atravesada por cuatro gopura (portales monumentales) iguales, en forma de cruz y con tres puertas cada uno.
Interiormente hay un segundo recinto cerrado. Entre la primera muralla y la segunda se levantaron varias construcciones en época más tardía, tal vez por el sucesor del promotor, Jayavarman V. Las construcciones más aparentes son dos grupos de torres de ladrillo que se levantan al este: tres al sur y dos al norte. Todo apunta a que la tercera no se llegó a hacer nunca. Hay también una serie de construcciones alargadas que llenan los otros tres lados, posiblemente utilizadas como cuartos por los sacerdotes.
Una segunda muralla de 87 x 77 m con cuatro gopura orientados a los cuatro puntos cardinales cierran el recinto interior, más elevado. Aquí se levanta la pirámide central del templo, rodeada de un buen número de construcciones menores: una serie de construcciones alargadas, dos "bibliotecas" de ladrillo (construcciones muy características de la arquitectura jemer y que se desconoce su utilidad, a pesar el nombre) y una "cisterna" justo en frente de la entrada oriental y la pirámide. Esta supuesta cisterna ha dado pie a historias fabulosas con hornos crematorios incluidos, pero realmente se trata de la base de una estatua.
La pirámide central, evocación del Monte Meru, tiene 50 metros de base y es accesible por cuatro escalinatas que suben. El conjunto está formado por dos escalones con pequeños santuarios y una terraza superior, a 12 metros del suelo, donde se levantan cinco torres: una en cada vértice y la central, más grande. Esta torre central, de ladrillo, se levanta sobre un podio, a un nivel superior que las otras cuatro. Están orientadas a oriente, como de costumbre, con falsas puertas a occidente. Según una inscripción la torre central estaba ocupada por un linga. Las otras cuatro se dedicaron a Shiva, Visnú y sus respectivas esposas, Uma y Laksmi.